# New York Film Critics Circle Awards 1974
La 40ª edizione della cerimonia dei New York Film Critics Circle Awards si è tenuta il 26 gennaio 1975 ed ha premiato i migliori film usciti nel corso del 1974.

## Vincitori e candidati

### Miglior film
- Amarcord, regia di Federico Fellini
- Scene da un matrimonio (Scener ur ett äktenskap), regia di Ingmar Bergman
- Il padrino - Parte II (The Godfather Part II), regia di Francis Ford Coppola

### Miglior regista
- Federico Fellini - Amarcord
- Ingmar Bergman - Scene da un matrimonio (Scener ur ett äktenskap)

### Miglior attore protagonista
- Jack Nicholson - Chinatown e L'ultima corvé (The Last Detail)
- Gene Hackman - La conversazione (The Conversation)
- Richard Dreyfuss - Soldi ad ogni costo (The Apprenticeship of Duddy Kravitz)

### Miglior attrice protagonista
- Liv Ullmann - Scene da un matrimonio (Scener ur ett äktenskap)
- Gena Rowlands - Una moglie (A Woman Under the Influence)

### Miglior attore non protagonista
- Charles Boyer - Stavisky il grande truffatore (Stavisky)
- Robert De Niro - Il padrino - Parte II (The Godfather Part II)
- Lee Strasberg - Il padrino - Parte II (The Godfather Part II)

### Miglior attrice non protagonista
- Valerie Perrine - Lenny
- Bibi Andersson - Scene da un matrimonio (Scener ur ett äktenskap)
- Madeline Kahn - Frankenstein Junior (Young Frankenstein)

### Miglior sceneggiatura
- Ingmar Bergman - Scene da un matrimonio (Scener ur ett äktenskap)
- Robert Towne - Chinatown
- Francis Ford Coppola - La conversazione (The Conversation)

### Menzione speciale
- Fabiano Canosa